# Plesiolena
Plesiolena Goloboff & Platnick, 1987 è un genere di ragni appartenente alla Famiglia Actinopodidae.

## Etimologia
Il nome è la contrazione dell'espressione (plesio)morphic Missu(lena) e indica che questo genere è stato staccato dal genere Missulena per una forte indicazione di plesiomorfia.

## Distribuzione
Il genere è diffuso esclusivamente in Cile

## Tassonomia
Questo genere è stato staccato da Missulena a seguito della constatazione di caratteri plesiomorfici da uno studio degli aracnologi Goloboff e Platnick del 1987.
Attualmente, a dicembre 2012, si compone di due specie:
- Plesiolena bonneti (Zapfe, 1961)[3] — Cile
- Plesiolena jorgelina Goloboff, 1994 — Cile